# Castell de Montclar
|  | Per a altres significats, vegeu «castell de Montclar (Pontils)». |

El Castell de Montclar d'Urgell és una construcció del poble homònim, al municipi d'Agramunt (Urgell), declarada bé cultural d'interès nacional.

## Història
Situat estratègicament en un dels punts més alts de la serra de Montclar, el castell medieval està documentat des del 1194, però al seu torn, podia tenir l'origen en una primitiva torre romana. Els primers 4 m i la torre de l'homenatge datarien del segle xiii i la part superior, del xv. Les successives ampliacions i remodelacions van continuar fins al segle xvi i encara la darrera reforma, de 1635, data que figura al portal.
Inicialment, fou propietat de la poderosa nissaga dels Cabrera, dels quals passà als Ribelles, que en van mantenir la possessió fins al 1418, quan Ramon Ponç de Ribelles el va vendre, amb tota la baronia i la jurisdicció de Montclar, al seu cosí Gispert de Ponts, senyor de Tàrrega. El 1686, per enllaç matrimonial, passà als Despujol, i el 1919, fou rehabilitat el títol de baró de Montclar a favor de Josep Maria Despujol i Ricart, marquès de Palmerola.
Als anys 1970, el castell va ser restaurat, i el 1979, fou declarat monument històricoartístic. Des del 1986, pertany als Miquel, família noble procedent del Baix Empordà (castells de Palau-sator, Palau Sacosta i Púbol).

## Descripció
Fet de pedra ben escairada, presenta diversos elements defensius, com el talús, les torrelles dels angles, o bé el matacà central. El portal és format per grans dovelles. A la dovella central hi ha l'escut o blasó senyorial de la família Ponts, i la data de 1635.
L'interior del castell és visitable i està estructurat en àmplies estances, entre les quals destaca: el celler, que encara conserva les fustes per al vi; les armadures de l'entrada; la gran escalinata central; la biblioteca i la sala de música. També és interessant la terrassa, que alberga un pou, des d'on es pot gaudir de vistes espectaculars. Altres elements a destacar són les originals ròtules de pedra per a vigilar als presos, situades a la paret de la presó i a les façanes exteriors; el gran menjador, escenari de sopars medievals; la presó i les masmorres; o l'accés directe a una llotja de l'església de Sant Jaume de Montclar per a assistir als oficis des del castell.

## Galeria d'imatges

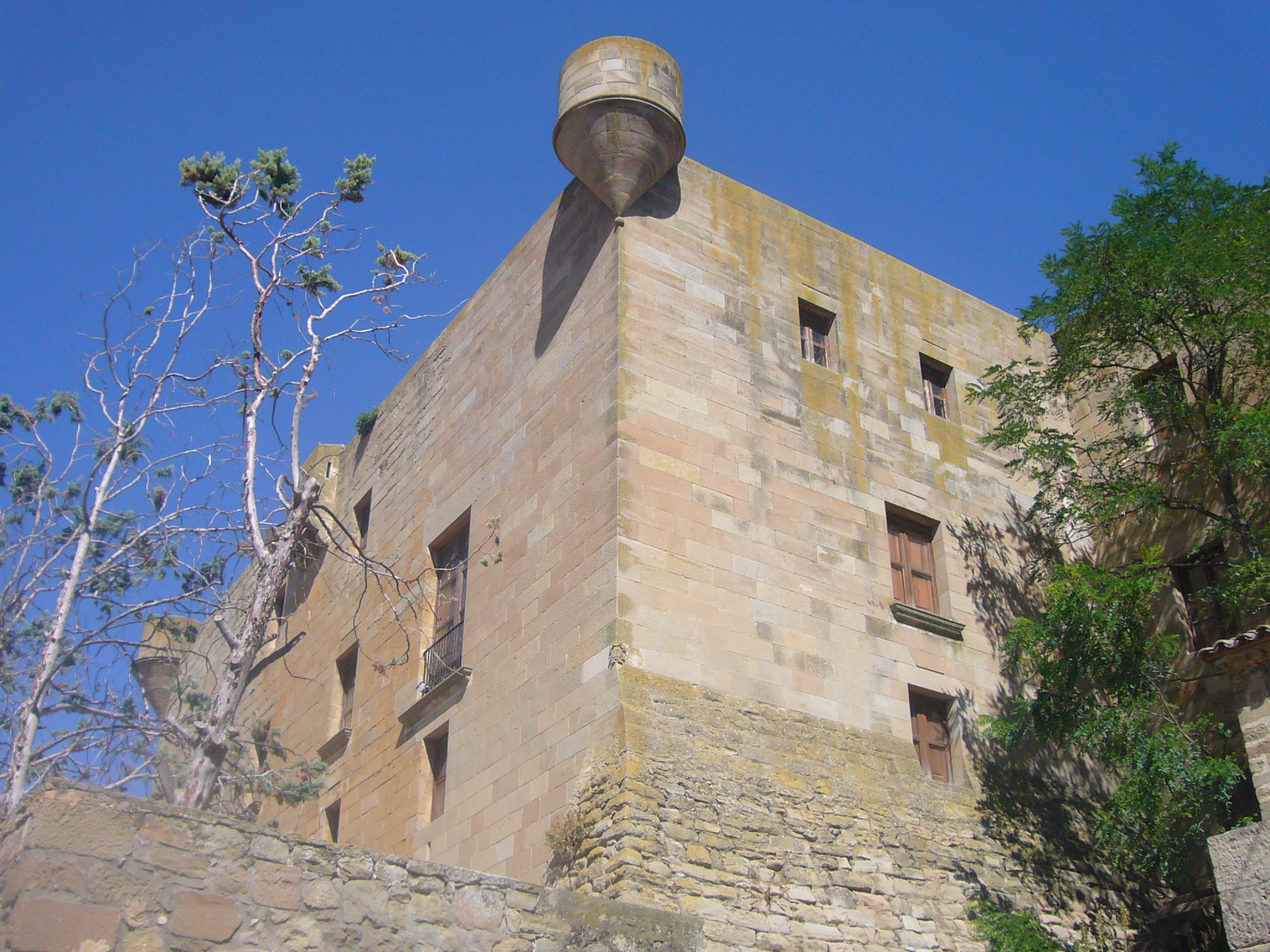
Angle sud-est
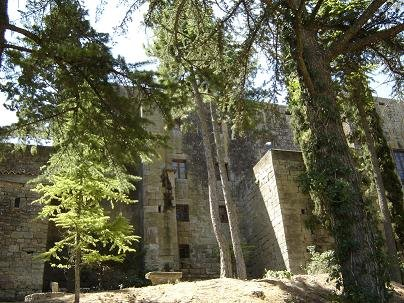
Cara nord
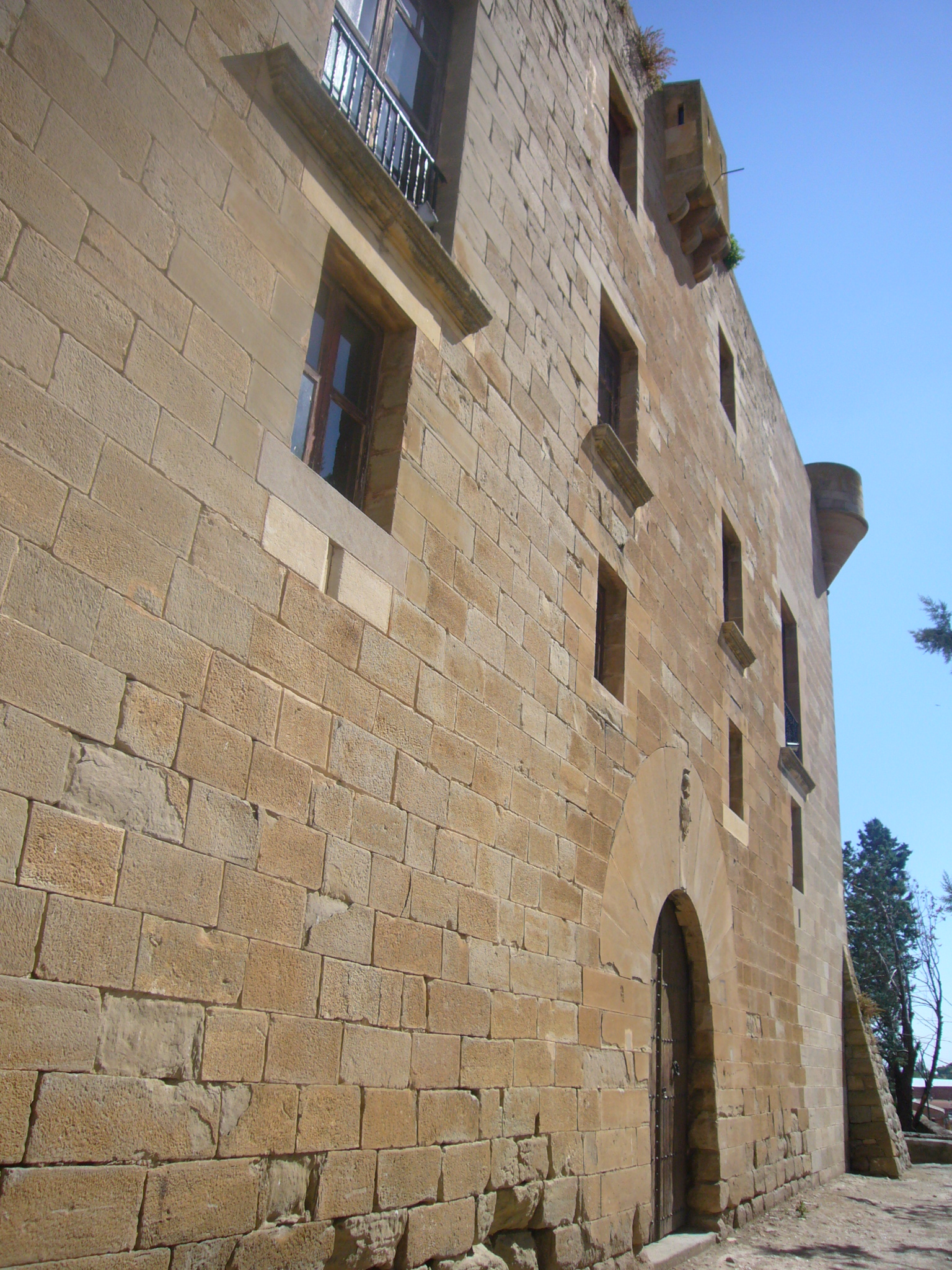
Porta principal a la cara sud
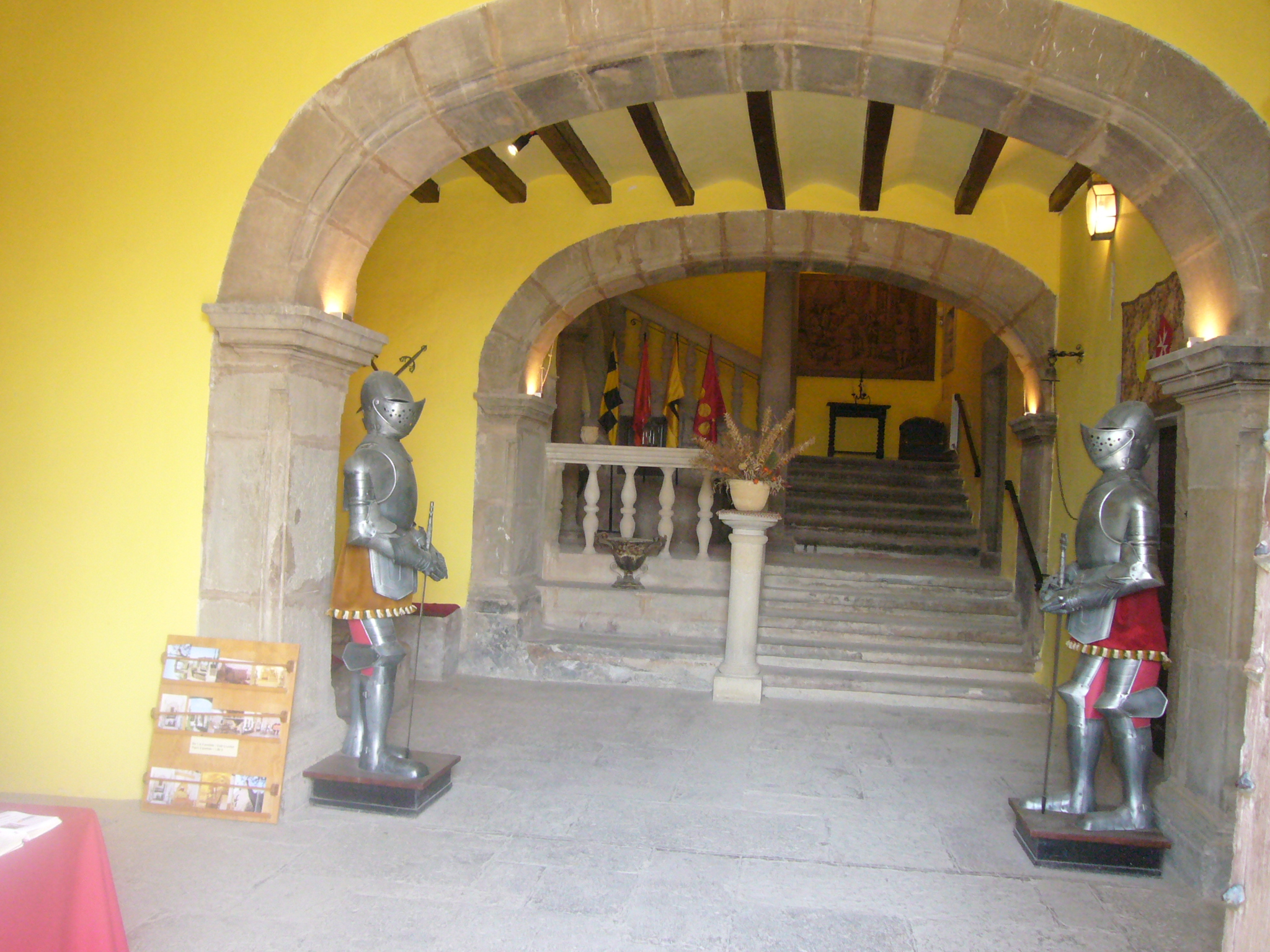
Recepció amb dues armadures i escala principal